# Vasati

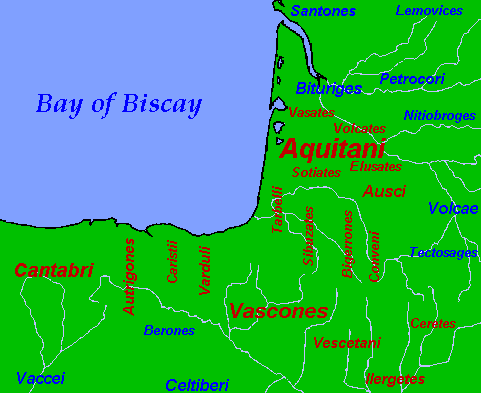
Mappa della Novempopulania

I Vasati erano un popolo dell'Aquitania novempopulana. Diedero il loro nome alla città di Bazas e alla sua regione, il Bazadais (sud-est della Gironda).

## Identificazione
Si pensa generalmente che questo popolo corrisponda ai Vocati, citati da Giulio Cesare, ai Vassei o ai Basabocati (citati simultaneamente da Plinio), dell'Aquitania antica. Alcuni autori correggono la lezione Basabocati in Basaboiati, un termine che può sia indicare un popolo intermedio tra i Vasati e i Boiati sia vedersi come una semplice concatenazione dei due nomi nel testo privo di interpunzione.

## Città e territorio
Dopo la prima età del Ferro, la loro capitale Cossium, era una fortificazione da cui esercitavano il controllo degli scambi tra Tolosa e Bordeaux.

## Etimologia
L'etnonimo Vasati può spiegarsi con un'origine basca dal termine baso 'foresta' o da un idronimo *uad 'guado' (cf. latino vadus). Il toponimo Cossium è invece una latinizzazione della radice aquitana *koiz (guascone coç, cos) 'poggio', 'collinetta' *koiz, basco goiz 'altura'.

## Fonti
- Jacques Lemoine, Toponymie du Pays Basque Français et des Pays de l'Adour, Picard 1977, ISBN 2-7084-0003-7